# Emmanuel Obbo
Emmanuel Obbo AJ (* 7. Oktober 1952 in Nagoke, Uganda) ist ein ugandischer Geistlicher und römisch-katholischer Erzbischof von Tororo.

## Leben
Emmanuel Obbo trat der Ordensgemeinschaft der Kongregation der Apostel Jesu bei, legte die Profess am 8. Dezember 1979 ab und empfing am 13. Dezember 1986 die Priesterweihe. 
Papst Benedikt XVI. ernannte ihn am 27. Juni 2007 zum Bischof von Soroti. Der Altbischof von Soroti, Erasmus Desiderius Wandera, spendete ihm am 6. Oktober desselben Jahres die Bischofsweihe; Mitkonsekratoren waren Denis Kiwanuka Lote, Erzbischof von Tororo, und James Odongo, Militärbischof von Uganda.
Am 2. Januar 2014 ernannte ihn Papst Franziskus zum Erzbischof von Tororo. Bis zur Ernennung eines Nachfolgers verwaltet er das Bistum Soroti als Apostolischer Administrator.